# Kościół św. Stanisława Biskupa w Kramsku
Kościół św. Stanisława Biskupa Męczennika w Kramsku – rzymskokatolicki kościół parafialny mieszczący się we wsi Kramsk na ulicy Kościelnej. Kościół jest najstarszy w dekanacie konińskim II.

## Historia
Nieznana jest data wybudowania pierwszego drewnianego kościoła parafialnego w Kramsku.
Za początek istnienia przyjęto 1255 rok. W wyniku działania czasu kościół konsekrowany w 1601 roku uległ zniszczeniu. W 1844 roku, kiedy proboszczem tutejszej parafii był ks. Ludwik Potrzebowski w Kramsku zbudowano nowy murowany kościół. W 1854 roku sufragan włocławski ks. Stanisław Łubiński dokonał konsekracji kościoła pod wezwaniem św. Stanisława BM.
W 1862 roku budynek świątyni powiększono poprzez dobudowanie prezbiterium, a w latach 1903-1906 o wieżę kościelną. Pod koniec XIX w. parafia liczyła 4080 dusz.
Polichromię wnętrza kościoła wykonał w latach 1911–1912 artysta Antoni Szulczyński. Polichromia została odnowiona w latach 1995–1998 staraniem księdza prałata Ireneusza Gmachowskiego.
W kościele zachowało się kilka starszych zabytków, m.in. kropielnica z XVII w., krucyfiks z pierwszej połowy XVIII w. oraz kopia obrazu Zdjęcie z Krzyża z pierwszej połowy XIX wieku. 
W 2013 roku w kościele były remontowane organy oraz wymienione dwa witraże w prezbiterium, z witraży św. Wojciecha i św. Stanisława na św. Jana Pawła II i Matkę Bożą z Guadalupe. W 2014 została położona kostka wokół świątyni. Prace te wykonane zostały z inicjatywy ks. prałata Sławomira Kasprzaka.